# Antonio Maluf
Antônio Maluf (São Paulo, 17 de dezembro de 1926 —  Paulo, 26 de agosto de 2005) foi um artista plástico, ilustrador e artista gráfico brasileiro. Iniciou seus estudos em engenharia civil e passou, posteriormente, a cursar a Escola Livre de Artes Plásticas, em São Paulo, dirigida por Flávio Motta 1916. Venceu o concurso para o cartaz da 1ª Bienal Internacional de São Paulo, em 1951, e este é considerado um marco do design gráfico no país. O artista utilizava vários suportes e realizava pinturas murais e elementos modulares, atuando em colaboração com arquitetos como Vilanova Artigas (1915 - 1985), entre outros.

## Biografia

### Formação
Antônio Maluf estudou na Escola Livre de Artes Plásticas, em São Paulo, na década de 1940, e também cursou pintura nos ateliês de Waldemar da Costa (1904 - 1982) e Flexor (1907 - 1971). Em 1951, matriculou-se no primeiro curso de desenho industrial da América Latina, no Instituto de Arte Contemporânea (IAC) do Museu de Arte de São Paulo Assis Chateaubriand (Masp). Entre os colegas do IAC, encontram-se futuros grandes designers e artistas concretos brasileiros como Alexandre Wollner e Maurício Nogueira Lima.
Maluf seguiu uma trajetória singular, pois apesar de adotar a linguagem construtiva, compartilhada por vários artistas a partir da década de 1950, não se vincula a nenhum grupo. Elabora, em 1951, um de seus primeiros trabalhos concretos, Equação dos Desenvolvimentos em Progressões Crescentes e Decrescentes, que é adaptado para participar do concurso de cartazes da 1ª Bienal Internacional de São Paulo. Ele venceu o concurso e seu trabalho é considerado um marco no design gráfico brasileiro. O cartaz traz retângulos que se adensam, à medida em que são reduzidos, em direção ao centro do papel. Apresentou assim uma vibração ótica resultante da sugestão de movimento criada pelas linhas paralelas. Já nas séries Progressões Crescentes e Decrescentes, o artista criou um ritmo que parece se ampliar ao infinito, pela repetição de uma mesma estrutura geométrica.
Maluf utilizou variados suportes, dedicando-se a pinturas murais em azulejos e estampas para tecidos, sempre norteados por sua visão da arte concreta. Na opinião da crítica Regina Teixeira de Barros, a produção de Antônio Maluf baseia-se no conceito da equação dos desenvolvimentos, estabelecendo uma relação de igualdade entre os elementos da linguagem artística e o suporte sobre o qual eles são aplicados. Nos murais criados, por exemplo, para o edifício Vila Normanda, no centro de São Paulo, a disposição dos azulejos que servem como suporte é proporcional à utilizada nos retângulos que constituem o mural. Através de variações possíveis, obtidas pela divisão de retângulos em doze unidades, o artista lidou com princípios de equilíbrio e contrastes de cores, criando ritmos rigorosamente elaborados.
Como designer, elaborou cartazes, logomarcas, padronagens de tecido, projetos para outdoors e integrou sua obra gráfica a projetos de arquitetura. Criou murais e elementos modulares, colaborando com arquitetos como, por exemplo, Vilanova Artigas (1915 - 1985). A tendência construtiva caracterizou sua trajetória como artista e suas atividades de designer e programador visual. Com seus trabalhos, colaborou para a transformação da identidade visual da cidade de São Paulo, integrando a arte às atividades relacionadas ao cotidiano da população.